# Fort Detrick

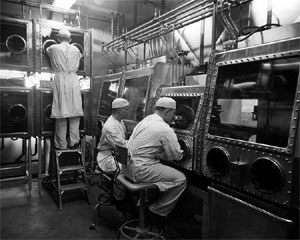
Chercheurs travaillant dans un laboratoire du United States Army Biological Warfare Laboratories, Fort Detrick, dans les années 1940.

Fort Detrick est un centre biomédical militaire américain du United States Army Medical Command situé au nord de la ville de Frederick au Maryland.
Historiquement, c'était une base du programme d'armes biologiques américains jusqu'en 1969. De nos jours, c'est un centre de recherche biomédicale abritant un laboratoire P4, contenant 67 agents et toxines dont Ebola, la variole, l'anthrax,, la peste, et le poison ricin. Fort Detrick abrite aussi le quartier général et principal laboratoire de l'USAMRIID. C'est le principal employeur du Comté de Frederick.
Fermé à l'été 2019 pour cause de failles de sécurité, le site est de nouveau opérationnel depuis le 27 mars 2020.

## Histoire
Durant la Seconde Guerre mondiale, les Japonais ont utilisé des maladies transmises par les insectes contre des soldats et des civils en Chine. C'est l'une des raisons pour lesquelles le président Franklin Roosevelt et le secrétaire à la Guerre Henry Stimson ordonnèrent la création d'un programme américain de guerre biologique en 1942, dont le siège était à Fort Detrick dans le Maryland. Ce site est une très grande installation s'étendant sur 245 bâtiments pour un budget de 60 millions de dollars, y compris un département des armes entomologiques qui a produit en masse des mouches, des poux et des moustiques comme vecteurs de maladies.
Des délégations de scientifiques envoyées de Fort Detrick, dans le Maryland, à Tokyo à partir de l'automne 1945 rencontrent Shirō Ishii et les autres dirigeants de l'Unité 731. À Fort Detrick à la fin des années 1940, Theodor Rosebury (en) accordait aussi une très grande valeur aux insectes vecteurs, et sa division entomologique disposait d'au moins trois armes à vecteurs d'insectes prêtes à être utilisées d'ici 1950. Certains d'entre eux ont ensuite été testés au Dugway Proving Ground dans l'Utah et auraient également été utilisés pendant la guerre de Corée.
Dans les années 1950, des scientifiques du Fort Detrick ont commencé des études sur un défoliant, basées sur les recherches du botaniste Arthur Galston (en), pour l'utiliser comme arme biologique qui deviendra l'agent orange.
De 1962 à 1969 des spores de Magnaporthe grisea sont produites par Pfizer et expédiée à Fort Detrick pour s'en servir d'arme biologique contre les cultures de riz.
En 1964, Albert Nickel, un gardien d'animaux de 53 ans à Fort Detrick, décède de la fièvre hémorragique bolivienne après avoir été mordu par une souris infectée. Une place Nickel, sur Fort Detrick, est nommé en son honneur.
En avril 2009, l'Institut de recherche médicale sur les maladies infectieuses de l'armée américaine à Fort Detrick a signalé que des échantillons du virus de l'encéphalite équine vénézuélienne avaient été découverts manquants lors d'un inventaire d'un groupe d'échantillons laissés par un chercheur décédé. Le rapport indiquait que les échantillons faisaient probablement partie de ceux détruits lors d'un dysfonctionnement d'un congélateur.
En 2009, la recherche à l'institut de Fort Detrick a été suspendue car il stockait des agents pathogènes non répertoriés dans sa base de données.
En mai 2021, Fantahun Girma Woldesenbet, un infirmier de la Marine affecté en 2019 à Fort Detrick en tant que technicien de laboratoire, a tiré et blessé deux marins américains avant d'être tué par la police

## Implication alléguée dans l'affaire du pain maudit
Dans son livre A Terrible Mistake, à propos de la mort suspecte de Frank Olson, un scientifique de Fort Detrick et les expériences de contrôle mental menées par la CIA dans les années 1950, le journaliste américain Hank P. Albarelli Jr. avance une théorie personnelle selon laquelle le 16 août 1951, la CIA aurait testé le LSD comme arme de guerre, d'abord par pulvérisation aérienne sur la population de Pont-Saint-Esprit puis par la contamination de produits alimentaires locaux.

## Accusation d'être le berceau de la maladie de Lyme
Dès 1949, amené aux États-Unis dans le cadre du programme Operation Paperclip, un scientifique nazi dénommé Erich Traub collabore à Fort Detrick où il aurait infecté des bovins, des chevaux et des porcs avec le virus de la fièvre aphteuse. En 2004, un avocat de Long Island, Michael Carroll, sort un livre intitulé « Lab 257 », où il affirme qu’Erich Traub aurait aussi manipulé des tiques en décuplant leurs quantités de «Borrelia » afin de les rendre plus contagieuses. Les tiques se seraient échappées de l’île, notamment sur les oiseaux migrateurs,.
Le représentant républicain du New Jersey Chris Smith a fait adopter un amendement qui vise à lancer une enquête sur des accusations selon lesquelles un laboratoire militaire serait l'origine de la maladie de Lyme. "Plusieurs livres et articles suggèrent que d'importantes recherches ont été menées dans des installations militaires américaines, notamment Fort Detrick, dans le Maryland, et Plum Island, dans l'État de New York, afin d'utiliser des tiques et d'autres insectes comme des armes biologiques ".
Mais l'accusation d'expérimentations basées sur la contamination de mouches, de moustiques et de tiques, a été relancée par un livre publié en mai 2019 : " Bitten, the secret history of Lyme Disease and biological weapons " de Kris Newby, une scientifique de l'université de Stanford ayant elle-même contracté la maladie de Lyme. Dans son livre, Kris Newby cite notamment Willy Burgdorfer, entomologiste et bactériologiste Helvético-Américain ayant identifié en 1981 le germe responsable de la maladie de Lyme : Borrelia Burgdoferi, dont le nom est tiré du sien.
Willy Burgdofer raconte avoir travaillé sur des armes biologiques pour l'armée américaine durant la Guerre Froide. Il était notamment chargé, dit-il, d'élever des puces, des tiques, des moustiques et d'autres insectes suceurs de sang et de les infecter avec des agents pathogènes capables de transmettre des maladies à l'homme. Et, selon Willy Burgdofer, ce serait l'une de ces expériences qui aurait mal tourné et provoqué l'épidémie de Lyme aux États-Unis.

## Accusation d'être le berceau de la Covid-19
L'ambassade de Chine fait le lien entre le Covid-19 avec la fermeture surprise en juillet 2019 du plus grand centre de recherche américain d'armes biochimiques, la base de Fort Detrick au Maryland. Après la fermeture, une série de cas de pneumonie ou des cas similaires sont apparus aux États-Unis. Les autorités chinoises ajoutent qu' « en juillet 2019, des maladies respiratoires inexpliquées sont apparues dans le nord de la Virginie, une épidémie massive de la maladie pulmonaire liée au vapotage s'est produite dans le Wisconsin, qu'est-ce qui s'y cache ? Quand les États-Unis publieront-ils [...] les données et les informations détaillées sur les cas de ces maladies ? [Ils] doivent une explication à la communauté internationale.»
À la suite d'une déclaration de Robert Redfield, directeur des Centres pour le contrôle et la prévention des maladies (CDC), sur le fait que des morts attribuées à la grippe avaient en fait été causées par le Covid-19, une rumeur s'est propagée sur une éventuelle responsabilité de Washington dans la pandémie. Le porte-parole du ministère des Affaires étrangères chinois, Lijian Zhao, déclare que «les États-Unis ont fait état de 34 millions de cas de grippe et 20 000 morts. Dites-nous s'il vous plaît combien sont dus au Covid-19 ? » et ajoute « de quand date le patient zéro aux États-Unis ? Combien de personnes sont infectées ? Dans quels hôpitaux ? Cela pourrait être l'armée américaine qui a amené cette épidémie à Wuhan. Soyez transparents ! Rendez vos données publiques ! Les États-Unis nous doivent une explication ! »

## Scientifiques ayant travaillé à Fort Detrick
- Erich Traub, scientifique nazi, ayant travaillé à Fort Detrick. Ses travaux aideront à fonder la Plum Island Animal Disease Center[13].
- Bruce Ivins, spécialiste dans les armes biologiques. Il est soupçonné d'être l'auteur des tentatives d'attentat au bacille du charbon d'octobre 2001[20].
- Frank Olson, chimiste américain spécialiste dans les armes biologiques et le contrôle mental via l'usage de drogues. Frank Olson serait impliqué dans l'empoisonnement des habitants de Pont-Saint-Esprit en 1951. En 1953, Frank Olson se serait défenestré après avoir ingéré du LSD à son insu. En 1994, le légiste chargé de l'autopsie détermine qu'Olson a eu un traumatisme dû à un coup avant de tomber par la fenêtre, ce qui laisse envisager l'hypothèse d'un homicide.
- Willy Burgdorfer, entomologiste et bactériologiste, ayant découvert le germe responsable de la maladie de Lyme.